# Flaws
«Flaws» es una canción de la banda británica Bastille. Es el tercer sencillo de su álbum de estudio debut Bad Blood. Esta canción concordó con el debut de la banda; fue lanzada por primera vez en 2011 a través del sello independiente Young and Lost Club como cara única A-doble de 7 pulgadas con su canción "Icarus". El sencillo fue posteriormente reeditado a través de Virgin Records como descarga digital el 21 de octubre de 2012, con remixes y nueva pista del lado B "Durban Skies", alcanzando el número 21 en la lista de singles del Reino Unido en esta ocasión. "Flaws" fue puesto en venta por tercera vez el 3 de marzo de 2014, pero no mejoraron los puestos obtenidos en los países después de su máximo anterior.

## Composición
"Flaws" hace un uso extensivo de metro cuádruple compuesto, lo que lo diferencia de otras músicas pop occidentales contemporáneas.

## Videoclip
Dos videos han sido producidos. El primero acompañó al lanzamiento en 2012 de "Flaws" y fue lanzado primero en YouTube el 12 de septiembre de 2012 con una longitud total de tres minutos y cuarenta y un segundos. Un segundo video dado a conocer en el año 2014 para el relanzamiento del sencillo documenta las experiencias de la banda en 2013 a través de un montaje de vídeo de varias de sus actuaciones.

## Listado de la pista
Digital download
1. "Flaws" – 3:37
2. "Durban Skies" – 4:11
3. "Flaws" (Remix en My Soul Cinematic) – 4:29
4. "Flaws" (En vivo desde Scala) – 3:45
5. "Flaws" (Vídeo musical) – 3:41

## Listados semanales
| Listas (2012—2014)                          | Posiciones |
| ------------------------------------------- | ---------- |
| Bélgica (Flandes) (Ultratip Bubbling Under) | 7          |
| Escocia (Scottish Singles Sales Chart)      | 22         |
| Reino Unido (UK Singles Chart)              | 21         |
| Estados Unidos (Alternative Airplay)        | 6          |

## Historial de lanzamientos
| Región         | Fecha                   | Formato                  | Discográfica        |
| -------------- | ----------------------- | ------------------------ | ------------------- |
| Reino Unido    | 4 de julio de 2011      | Disco de vinilo          | Young and Lost Club |
| Reino Unido    | 21 de octubre de 2012   | Descarga digital         | Virgin Records      |
| Italia         | 14 de marzo de 2014     | Radio hit contemporánea  | Virgin Records      |
| Estados Unidos | 8 de julio de 2014      | Rock Moderno             | Virgin Records      |
| Estados Unidos | 11 de agosto de 2014    | Álbum adulto alternativo | Virgin Records      |
| Estados Unidos | 9 de septiembre de 2014 | Radio hit contemporánea  | Virgin Records      |